# Пилотируемая орбитальная лаборатория
Пилотируемая орбитальная лаборатория (англ. Manned Orbiting Laboratory, MOL) — орбитальная станция, часть программы пилотируемых полётов Министерства обороны США. Астронавты на станции должны были заниматься разведывательной деятельностью и иметь возможность снимать с орбиты или уничтожать спутники в случае необходимости. 
Программа была объявлена общественности 10 декабря 1963 года. О прекращении программы было объявлено 10 июня 1969 года, так как новая стратегия Министерства обороны предусматривала использование для нужд разведки беспилотных аппаратов.
В 1970-х годах в СССР проводились запуски схожих по назначению станций «Алмаз».
Планировалось, что станция MOL будет доставляться на орбиту ракетой-носителем Титан IIIC вместе с космическим кораблём «Джемини B», на борту которого должен был находиться экипаж из двух военных астронавтов. Астронавты в течение 30 дней проводили бы наблюдения и эксперименты, затем покидали бы станцию. Станция MOL была одноразовой и рассчитана на работу только одного экипажа.

## Характеристики
- Полная масса: 14476 кг
- Масса без топлива: 14376 кг
- Полезная нагрузка: 2700 кг
- Высота: 21,92 м
- Диаметр: 3,05 м

## Полёты по программе MOL
По программе пилотируемой орбитальной лаборатории был произведён один тестовый запуск 3 ноября 1966 года в 13:50:42 UTC без экипажа. В этом испытательном полёте использовался макет MOL и космический корабль «Джемини-2», который был повторно использован после его первого 18-минутного суборбитального полёта в 1965 году. Запуск был произведён с помощью ракеты носителя «Титан IIIC» с пусковой площадки LC-40 базы ВВС США на мысе Канаверал.
Первый пилотируемый полёт после многочисленных задержек был назначен на декабрь 1970 года, однако президент Никсон отменил программу MOL из-за затягивания работ, превышения сметы по ним, а также потому что программа морально устарела, так как разведывательные спутники могли выполнить большую часть возложенных на неё задач.

## Астронавты MOL
- MOL Group 1 — ноябрь 1965[5]
  - Адамс, Майкл Джеймс (ВВС) (погиб во время испытаний X-15 15 ноября 1967 года)
  - Крюз, Альберт Хэнлин (ВВС)
  - Финли, Джон Лоуренс (ВМФ)
  - Лойер, Ричард Эрл (ВВС)
  - Маклей, Лаклан (ВВС)
  - Ньюбек, Фрэнсис Грегори (ВВС)
  - Тейлор, Джеймс Мартин (ВВС)
  - Трули, Ричард Харрисон  (ВМФ) (пилот: тестовый полёт Энтерпрайза ALT #2, STS-2; командир: STS-8)
- MOL Group 2 — июнь 1966[6]
  - Бобко, Кэрол Джозеф (ВВС) (пилот: STS-6; командир: STS-51-D, STS-51-J)
  - Криппен, Роберт Лорел (ВМФ) (пилот: STS-1; командир: STS-7, STS-41C, STS-41G) (глава космического центра им. Кеннеди)
  - Фуллертон, Чарлз Гордон (ВВС) (пилот: тестовый полёт Энтерпрайза ALT #1, STS-3; командир: STS-51-F)
  - Хартсфилд, Хенри Уоррен (ВВС) (пилот: STS-4; командир: STS-41-D, STS-61-A)
  - Овермайер, Роберт Франклин (морская пехота) (пилот: STS-5; командир: STS-51-B)

- MOL Group 3 — июнь 1967[7]
  - Абрахамсон, Джеймс Алан (ВВС) (глава СОИ)
  - Херрес, Роберт Троллз (ВВС)
  - Лоуренс, Роберт Генри (ВВС) (погиб на испытаниях в декабре 1967 года)
  - Питерсон, Дональд Херод (ВВС) (специалист полёта: STS-6)